# Eragrostis ciliata
Eragrostis ciliata är en gräsart som först beskrevs av William Roxburgh, och fick sitt nu gällande namn av Christian Gottfried Daniel Nees von Esenbeck. Eragrostis ciliata ingår i släktet kärleksgrässläktet, och familjen gräs. Inga underarter finns listade i Catalogue of Life.